# Catagramma callaecia
Catagramma callaecia är en fjärilsart som beskrevs av Hans Fruhstorfer 1916. Catagramma callaecia ingår i släktet Catagramma och familjen praktfjärilar. Inga underarter finns listade i Catalogue of Life.